# Ante Tomić
Ante Tomić (sinh ngày 23 tháng 5 năm 1983) là một cầu thủ bóng đá người Croatia.

## Sự nghiệp câu lạc bộ
Ante Tomić đã từng chơi cho Sanfrecce Hiroshima và Ehime FC.

## Thống kê câu lạc bộ

### J.League
| Đội                 | Năm       | J.League | J.League | J.League Cup | J.League Cup | Tổng cộng | Tổng cộng |
| Đội                 | Năm       | Trận     | Bàn      | Trận         | Bàn          | Trận      | Bàn       |
| ------------------- | --------- | -------- | -------- | ------------ | ------------ | --------- | --------- |
| Sanfrecce Hiroshima | 2011      | 9        | 1        | 0            | 0            | 9         | 1         |
| Ehime FC            | 2012      | 25       | 1        | -            | -            | 25        | 1         |
| Ehime FC            | 2013      | 18       | 1        | -            | -            | 18        | 1         |
| Tổng cộng           | Tổng cộng | 52       | 3        | 0            | 0            | 52        | 3         |